# Wilson Júnior
Wilson Raimundo Júnior (São Bernardo do Campo, 27 de outubro de 1976), mais conhecido como Wilson Júnior, é um treinador e ex-futebolista brasileiro que atuava como goleiro, onde era ídolo do São Bernardo Futebol Clube. Atualmente comanda o Taubaté.

## Títulos
Os títulos que Wilson teve como goleiro são:[carece de fontes?]
Corinthians
- Campeonato Paulista: 1995

São Bernardo
- Campeonato Paulista - Série A2: 2012

Boa
- Taça Minas Gerais: 2012